# Bentley State Limousine
A Bentley State Limousine egy Bentley luxusautó, melyet a nagy múltú angol autógyár II. Erzsébet brit királynő uralkodásának aranyjubileumára készített, és ajándékozott a királyi háznak. Összesen két példány készült belőle (leszámítva az agyagmintát) és a gyár közlése szerint semmi pénzért nem gyártanak belőle civil használatra.
Az autó iker-feltöltős 6,75 literes V8-as motorja a Bentley Arnage R változatától származik, ami 400 lóerős (300 kW) és 835 Nm nyomatékot tud leadni. A végsebessége 210 km/h (130 mph).